# Improvizační zápasy
Zápas v divadelní improvizaci (francouzsky Match d'improvisation) svojí formou evokuje sport, ale zůstává ve funkčním rámci divadelního představení. Vznik zápasů v divadelní improvizaci spadá do konce sedmdesátých let, konkrétně 21. října 1977, kdy se v kanadském Théâtre Expérimental de Montréal konal první Match d'improvisation (Zápas v divadelní improvizaci). Zakladatelé Yvon Leduc a Robert Gravel se nechali inspirovat hokejem, přičemž první zápasy v improvizaci pojali jako parodii na kanadské vzhlížení k hokeji. Zároveň šlo o jistý manifest, kterým demonstrovali konec elitářského přístupu k divadelní komunikaci s divákem. Postavili diváka do role arbitra tím, že mu umožnili, aby rozhodoval, co chce vidět, v jakém žánru a kdo z herců ho zaujal a kdo ne. Ještě do konce roku 1977 zakládají La Ligue nationale d'improvisation (LNI), která byla později rozšířena o země jako Francie, Belgie či Švýcarsko. Z Theatresports převzali vnitřní pravidla improvizace, z hokeje pak vnější podobu. Místo klasického kukátkového jeviště a hlediště vytvořili otevřenou arénu, kam umístili „kluziště“ s mantinely (bez ledu), herce rozdělili do dvou týmů a oblékli je do pestrobarevných dresů. Hrací čas rozdělili do třetin a zapojili diváky do průběhu zápasu tím, že jim rozdali dvoubarevné karty, jejichž zvednutím diváci po každé improvizaci hlasují pro tým, který se jim více líbil. Zavedli také postavu Rozhodčího a dvou pomocných rozhodčí, kteří sčítají hlasy diváků po každé improvizaci, hlídají čas improvizace a upozorňují hráče na množství uplynulého času. Rozhodčí dohlíží na respektování improvizačních herních pravidel, přesné provedení formy kategorie, rozhoduje o výběru tématu a řídí průběh celého zápasu.
Zápasy v improvizaci během osmdesátých let přešly přes Atlantik a dnes se hrají ve všech evropských frankofonních zemích (Francie, Belgie, Švýcarsko), ale také v Maroku, ve Španělsku, Itálii a v Německu. Nejsilnější a nejpočetnější zastoupení má ovšem ve Francii, kde v roce 1984 vzniká v Paříži asociace l'AFLI (Association Française des Ligues d'Improvisation), která zpočátku zaštiťuje amatérské a později i profesionální herce, věnující se Zápasům v improvizaci. V roce 1989 se tato asociace přejmenovává na LIF (Ligue d'Improvisation Française) a dělí se na juniory, amatéry a profesionály, které v budoucnu zastupuje profesionální Liga v improvizaci označovaná jako la LIF Pro.
Česká improvizační liga byla založena v roce 2000 a převzala základní herní prvky kanadské podoby improvizačních zápasů. Řídí se pravidly a modifikovanou formou ustanovenou českými zakladateli, především Michaelou Puchalkovou a týmem PRA.L.I.NY (Pražská liga v improvizaci nyní), jež dodržuje i u mezinárodních turnajů v improvizaci. Výjimky České improvizační ligy: nehraje se v mantinelech; týmy mají místo šesti pouze čtyři hráče; trenér se objevuje pouze při veřejné rozcvičce, kdežto oficiálně je každému týmu k dispozici po celou dobu zápasu; hudební doprovod je většinou klavír (v Kanadě a Francii je to celá kapela), čas některých zápasů je místo do třetin rozdělen do polovin.